# Eupithecia sutiliata
Eupithecia sutiliata är en fjärilsart som beskrevs av Hugo Theodor Christoph 1877. Eupithecia sutiliata ingår i släktet Eupithecia och familjen mätare. Inga underarter finns listade i Catalogue of Life.